# 姉汁 〜白川三姉妹におまかせ〜
『姉汁 〜白川三姉妹におまかせ〜』（あねじる しらかわさんしまいにおまかせ）は、アダルトゲームメーカーであるアトリエかぐや Berkshire Yorksireが2005年11月25日に発売した18禁恋愛アドベンチャーゲームである。また、2006年12月から2007年にかけてピンクパイナップルよりOVA全2巻が発売されている。後に2010年11月26日に同社から新シリーズが全2巻発売された。2007年にはアイチェリーにてDVD-PG化されて発売した。

## ストーリー
主人公・白川悠の母親が亡くなる直前に再婚した相手には3人の娘がいた。母親の死後十数年ぶりに3人の義姉と共に暮らすことになった悠は、自分の部屋としてあてがわれた義父の書斎で怪しげな10個の瓶を見つける。瓶の説明書きには、「この瓶に直接触れた者には呪いが訪れる」「瓶の呪いを解くには、女性の体液を瓶に集めること」と書いてある。
悠は瓶の呪いを解くため、姉の愛液を集めることとなる。

## 登場人物
白川 悠（しらかわ ゆう）
声 - 成瀬未亜（TSFイベント発生時、OVA）
本作の主人公。白川家の末弟。3人の義姉の汁を集めてビンの呪いを解こうとする。呪いをかけられた影響なのか、目的が達成までの間、クリの言葉が分かるようになる。
汁集めに失敗してビンの呪いが発動したエンドの一つ（通称TSFエンド）では、女性化した悠に専任の声優が当てられている。
OVA版では無事に汁を集めるのに成功している。
白川 恭子（しらかわ きょうこ）
声 - 篁瑞帆 / ももぞの薫（OVA）
3姉妹の長女。看護師。『恥辱診察室』にも出演していたヒロインでナイスバディな体の持ち主。身長168センチメートル、体重52キログラム、スリーサイズ-B98/W57/H86。
Sでエッチな性格。結構な酒豪、酒乱である。悠が小さいころに度が過ぎるエッチな遊びをしたことがある。昔から武道を続けており、腕力が強い。シナリオは、悠が恭子を攻めるか・逆に恭子に攻められるかの2種類ある。
OVA版ではサドでありつつも瓶によって巨大化した悠の股間に刺激され、自分から悠に奉仕するようになる。
白川 涼子（しらかわ りょうこ）
声 - 一色ヒカル / 風音（OVA）
3姉妹の次女。看護学生。恭子に劣らぬ豊満ボディの持ち主。少し抜けているが、ノリのいい性格。『ナースにおまかせ』にも出演していたヒロイン。身長165cm 体重50kg スリーサイズ-B90/W56/H82。行動力はあるが飽きっぽい性格。
シナリオは悠が子供の姿になって可愛がられた後に結婚するパターンと、結婚して対等な夫婦になり娘・千晶が産まれさらにもう一人妊娠するという2種類がある。
OVA版では当初から悠と性交する機会を狙っている。
白川 杏子（しらかわ あんず）
声 - まきいづみ / 鮎川ひなた（OVA）
3姉妹の三女。学生。意地っ張りな性格だが、悠のことが好き。悠とは年齢が近いということもあり三姉妹の中で最初に仲良くなった。身長155センチメートル、体重43キログラム、スリーサイズ-B76/W49/H72。一人称は「キョウ」。
『ナースにおまかせ』で、涼子が杏子について、「妹は留学している」と発言している。
シナリオは杏子と悠が一心同体になるものと、過去に遡って、瓶の呪いによる地球滅亡を防ぐ2種類がある。どちらのエンディングでも2人は最後には結婚している。
OVA版では悠に手コキをした末にそのまま性交に至る。最後には姉達と共に悠のハーレム生活に仲間入りした。
クリ
声 - 茶谷やすら / 松田理沙（OVA）
白川家で飼われている黒猫。めざしが好物。
OVA版では悠が集めた汁の瓶を倒してしまい、その汁を浴びて人間の姿となるが、猫の姿に戻ることも可能である。悠との性交などは無く寝ている悠の股間を刺激して勃起させたり、悠とヒロイン達との性交を覗いたりしている。

## 他作品とのリンク
- 『妹汁』の主人公、小日向晶の日記が登場する。また、本作の主人公である悠にも同様のTSFエンディングがある。
- 涼子が『妹汁』で小日向菜々が持っていたぬいぐるみの「めめたん」を所有している。
- 恭子以外のヒロインでENDを迎えた場合、恭子は『恥辱診察室』の舞台となっている長塚病院の看護師として転院している。
- 涼子は、涼子ルートに進む前に、『ナースにおまかせ』の舞台となっている皇病院に就職が決まったことを、悠に伝えている。
- 涼子以外のヒロインでENDを迎えた場合、『ナースにおまかせ』の舞台となっている皇病院の看護師、御堂鈴の存在をほのめかす記述がある。
- 杏子以外のヒロインでENDを迎えた場合、杏子はイギリス留学をしていることになっている（杏子の項目を参照）。

## スタッフ
- 原画 - choco chip
- シナリオ - もみあげルパンR、近江達裕、神無月ニトロ、速水漣
- 音楽 - 吉田仁郎

## OVA
販売元はピンクパイナップル。
1シリーズ
- 姉汁 THE ANIMATION 〜白川三姉妹におまかせ〜（2006年12月）
- 姉汁 THE ANIMATION 〜白川三姉妹におまかせ〜（2007年）

新シリーズ
- 姉汁2 THE ANIMATION 〜白川三姉妹におまかせ〜 Liquid.1「オナニーのお手伝いしてあげる♪」（2010年11月26日）
- 姉汁2 THE ANIMATION 〜白川三姉妹におまかせ〜 Liquid.2「」（2011年2月25日）